# Pseudexechia ussuriensis
Pseudexechia ussuriensis är en tvåvingeart som beskrevs av Zaitzev 1982. Pseudexechia ussuriensis ingår i släktet Pseudexechia och familjen svampmyggor. Inga underarter finns listade i Catalogue of Life.